# Методия Ваневски
Методия Никола Ваневски (на македонска литературна норма: Методиjа Ваневски) е доктор по военни науки, офицер, бригаден генерал от Северна Македония.

## Биография
Роден е на 13 юни 1943 г. в Битоля, тогава анексиран от Царство България, в семейството на Никола и Нада. През 1962 г. завършва Битолската гимназия, а след това през 1965 г. и Военната академия на Сухопътните войски на Югославската народна армия. Между 1965 и 1968 г. е командир на отделение в радарен взвод в Райловац. След това до 1976 г. е офицер за въздушен контрол в Райловац и Битоля. От 1976 до 1978 г. е командир на рота в Битоля. В периода 1978 – 1982 г. е заместник-командир на батальон в Скопие. След това до 1986 г. е командир на батальон. По същото време е помощник-началник по въздушното наблюдение и съобщение. През 1985 г. завършва Команднощабната академия за военновъздушни сили и противовъздушна отбрана. Между 1986 и 1992 г. е началник на отделение в Управлението на Противовъздушната отбрана на ЮНА в Ниш и Скопие. От 1992 до 1997 г. е началник на Военновъздушните сили и ПВО в Генералния щаб на Армията на Република Македония. През 1997 г. защитава докторат в Колежа по национална сигурност към Националния университет по сигурност във Вашингтон, което го прави първия македонец завършил този генералщабен колеж в САЩ. В периода 1997 – 2002 г. е първи военен аташе на Република Македония за САЩ и Канада. Излиза в запаса през 2002 г. Умира на 29 юни 2005 г.

## Военни звания
- Подпоручик (1965)
- Поручик (1968)
- Капитан (1971)
- Капитан 1 клас (1974)
- Майор (1979)
- Подполковник (1985)
- Полковник (1993)
- Бригаден генерал (18 август 2000)(Указ №15)[2]

## Награди
- Орден за военни заслуги със сребърни мечове 1969 година;
- Орден на Народната армия със сребърна звезда 1979 година;
- Орден за военни заслуги със златни мечове 1984 година;
- Орден на труда със златен венец 1990 година